# Arles
Arles je historické francouzské město v departementu Bouches-du-Rhône, v regionu Provence-Alpes-Côte d'Azur na řece Rhôně, asi 25 km od mořského pobřeží. Žije zde asi 52 600 obyvatel. Historické centrum je na východním břehu řeky Rhôny, 24 km od Středozemního moře. K městu patří i nová část na západním břehu (čtvrť Trinquetaille) a oblast severní a východní Camargue, což z Arles činí největší obec ve Francii o rozloze přibližně 760 km². Město má bohatou historii. Bylo založeno keltským kmenem Salluviů, působil zde Julius Caesar a v 4. a 5. století sloužilo jako rezidence římských císařů a bylo hlavním městem Galie.
Dnešní Arles je známé svými historickými a archeologickými památkami. K nim patří římský amfiteátr postavený kolem roku 90 n. l., katedrála s nádherným portálem a bývalé benediktinské opatství Saint-Trophime. Působili zde umělci jako Vincent van Gogh a Pablo Picasso. Arles je také důležitým centrem kulturního dění a působí zde několik muzeí i moderní umělecké iniciativy, jako je LUMA, která se zaměřuje na současné umění a nová média. Díky svému bohatému kulturnímu dědictví a malebnému okolí je Arles oblíbeným turistickým cílem.

## Historie
Ve starověku se Arles jmenovalo Arelas nebo Arelate. Město bylo založeno Galy v místě ligurského sídla Theline. Julius Caesar je v roce 46 př. n. l. povýšil na kolonii Šesté legie a jejích vysloužilců ('Colonia Julia Paterna Arelate Sextanorum').
Jako jeden z mála dobrých přístavů mělo město velký význam a soutěžilo s Massalií (Marseille) o prestiž v námořním obchodu. Největšího rozmachu dosáhlo město za císaře Konstantina, který Arles zvětšil a zkrášlil a do jména přidal Constantina. Roku 395 se stalo hlavním městem Galie a mohlo mít až sto tisíc obyvatel. Roku 402 pak byla Praefectura Galliarum, nejvyšší úřad západořímské říše, přesunuta z Trevíru do Arles.
Ve 3. století se Arles stalo sídlem biskupa, v roce 400 arcibiskupa a hrálo významnou roli v pokřesťanštění Galie. Jako významné obchodní centrum bylo několikrát dobyto a zničeno Vizigóty a Saracény. Od roku 536 patřilo město Franské říši, od roku 879 bylo hlavním městem království Burgundského (Arelatského). Od 12. století město řídil volený podesta, roku 1178 zde byl Fridrich I. Barbarossa korunován burgundským králem. Království ovšem v pozdním středověku sláblo, až jeho zbytek předal císař Karel IV. roku 1378 francouzskému králi. Od 5. století byla v Arles významná židovská komunita, po roce 1490 však byli všichni Židé vyhnáni a obec se už nikdy neobnovila.
Město si udrželo jistý hospodářský význam jako přístav, ale s příchodem železnice v 19. století význam říční dopravy poklesl a s ním i význam Arles po roce 1847. Ve druhé polovině 19. století zde žila řada slavných malířů a Vincent van Gogh zde během ročního pobytu roku 1888 namaloval na 300 obrazů. Obě světové války město vcelku ušetřily a roku 1981 byla řada starověkých a románských památek města zapsána na seznam Světového dědictví.

## Památky a muzea

### Římské památky

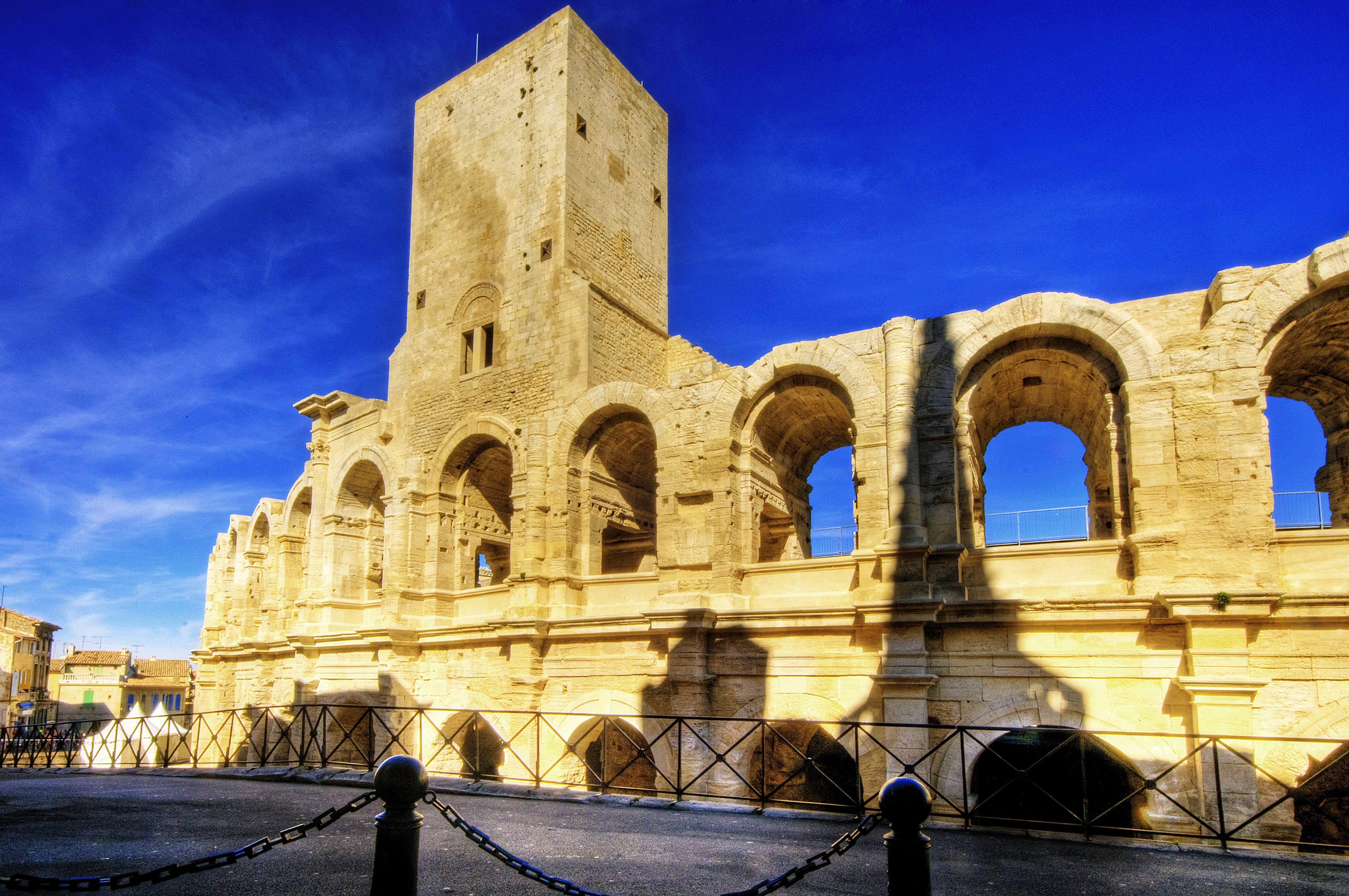
Římský amfiteátr v Arles

Během soustavného archeologického výzkumu v řece Rhôně v letech 2007-2009 bylo nalezeno množství zajímavých starověkých předmětů, nádob, zbraní a také soch. Mramorovou bustu staršího muže považovali někteří archeologové za portrét Julia Césara z doby jeho života. Spor není definitivně ukončen.
- Amfiteátr o rozměrech 140 × 103 m pro 25 tisíc diváků byl postaven kolem roku 90 a ve středověku sloužil jako pevnost. Ze čtyř obranných věží se jedna zachovala.
- Římské divadlo z doby kolem 25 př. n. l. pro 16 tisíc diváků
- Alyscamps – římský hřbitov s četnými sarkofágy
- Římské lázně
- Zbytky akvaduktu a soustavy mlýnů v Barbegal u Fontvieilles, asi 12 km severně od Arles. Akvadukt z 1. století n. l. zde poháněl dvě paralelní kaskády 8 + 8 vodních mlýnů nad sebou.

### Středověké a novověké památky
- Katedrála Saint Trophime ze 12. století v provensálském románském stylu s nesmírně bohatým portálem
- Z kláštera Saint-Trophime se zachoval rajský dvůr s bohatě zdobenými románskými a gotickými arkádami
- Kostel Notre-Dame-de-la-Major
- Kostel Saint Honorat ze 12. století
- Arcibiskupský palác s fasádou z roku 1786
- Kaple sv. Anny (Sainte Anne)
- Kostel sv. Blažeje (Saint-Blaise)

## Muzea
- Musée d’Arles et de la Provence Antique – archeologické muzeum
- Museon Arlaten – etnografické muzeum založené Frederikem Mistralem
- Musée Réattu – muzeum výtvarných umění
- Musée de la Camargue

## Galerie

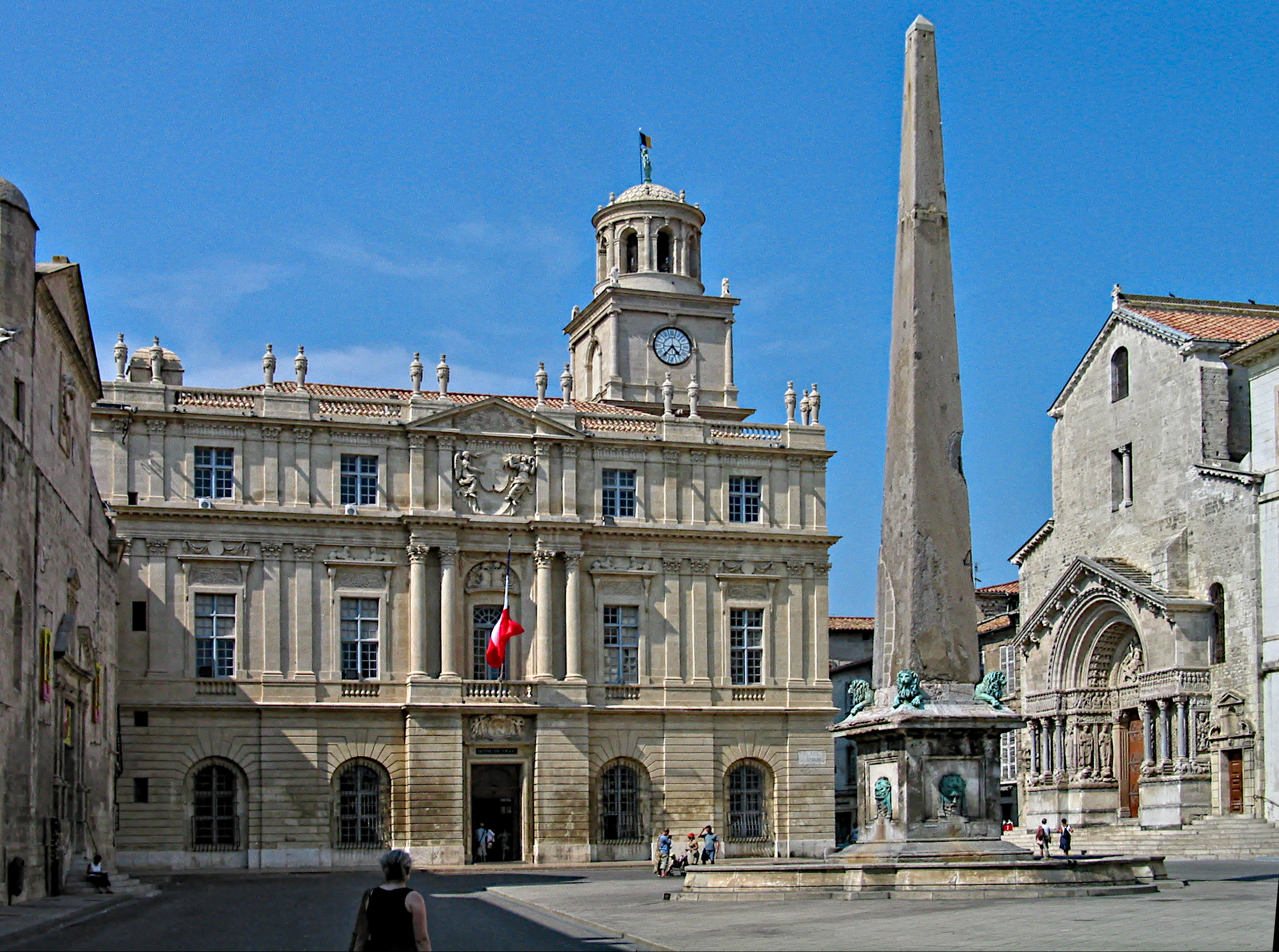
Náměstí republiky s radnicí, obeliskem a katedrálou sv. Trofima
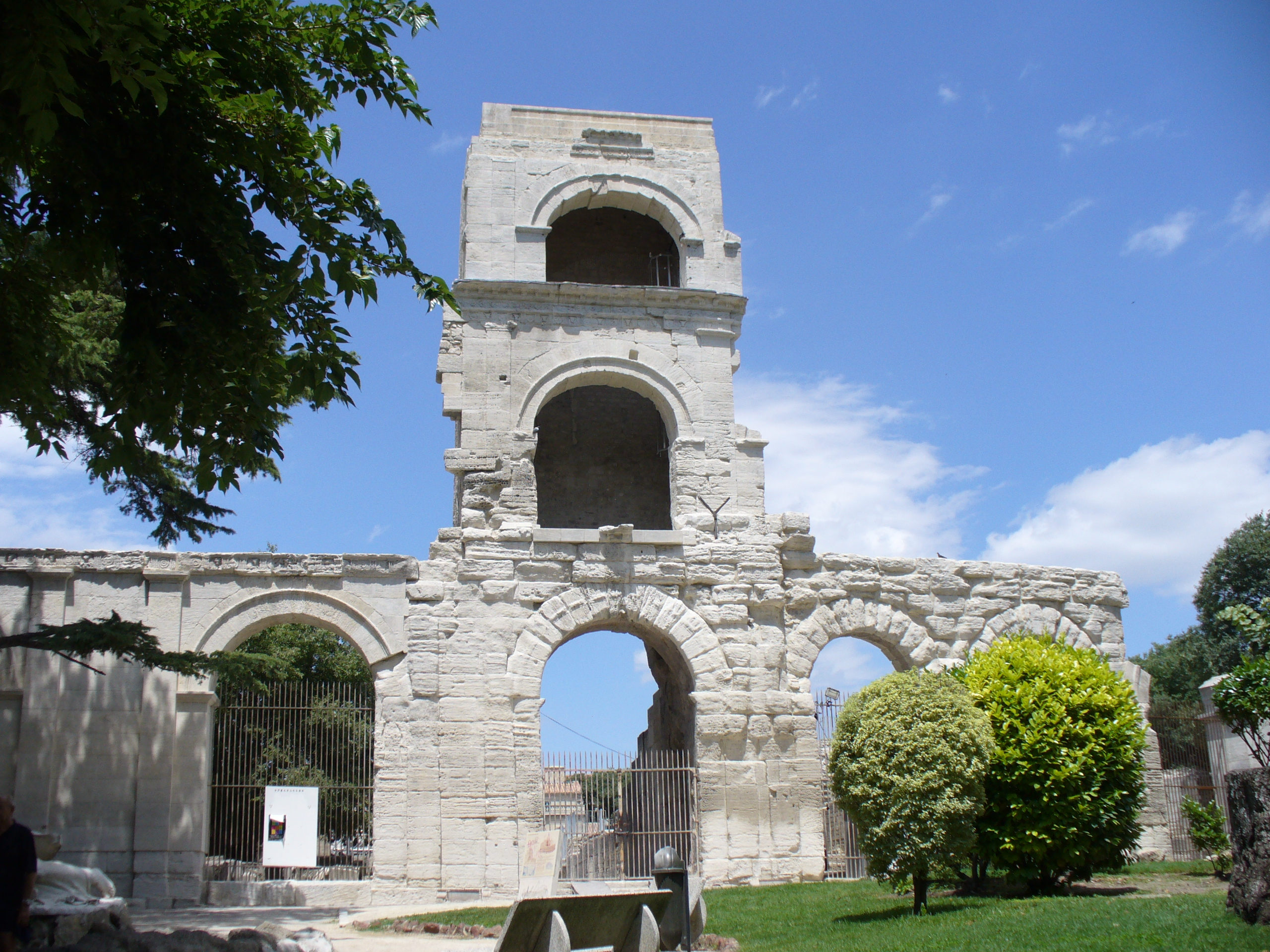
Římské divadlo (1. stol. př. n. l.)
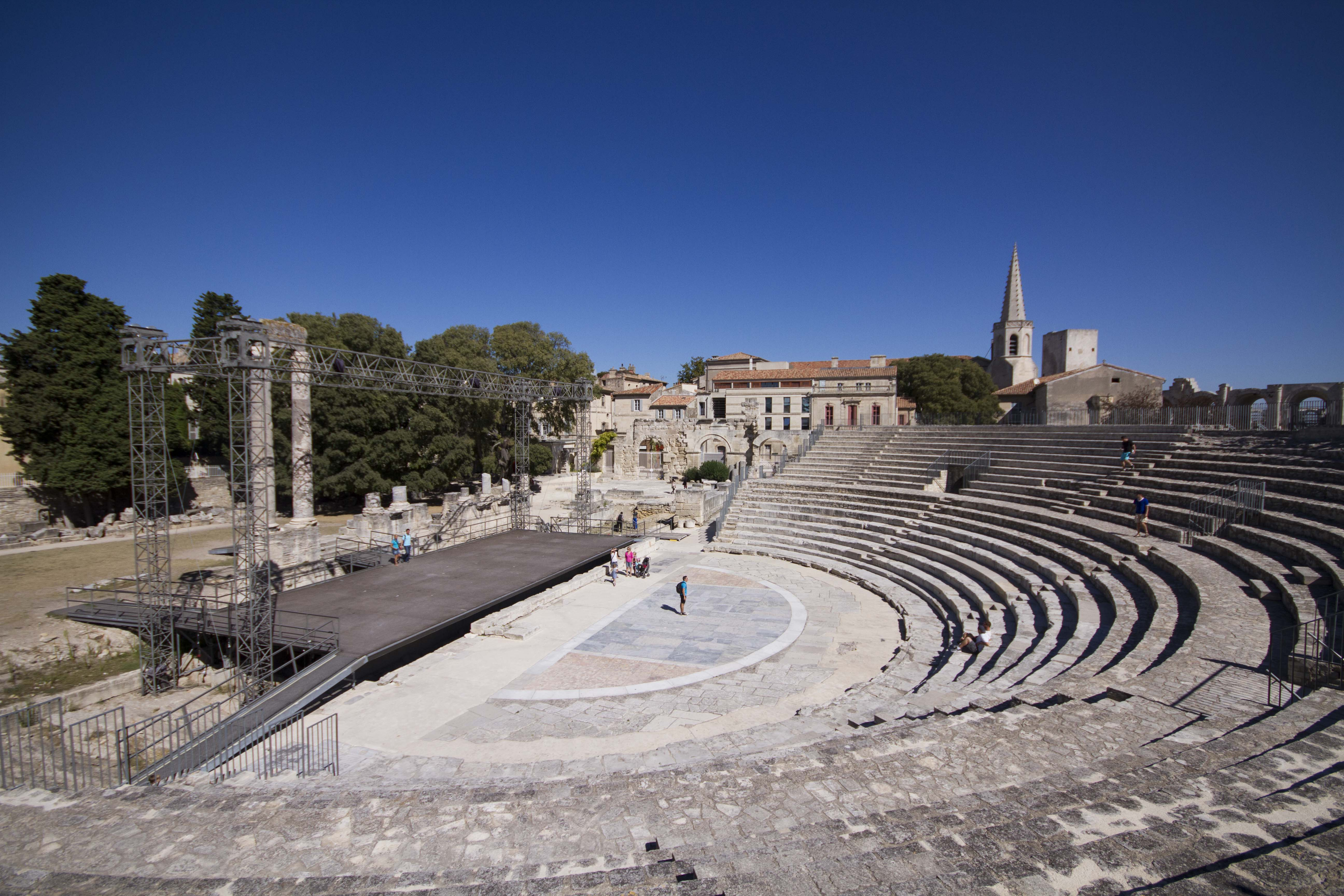
Římské divadlo
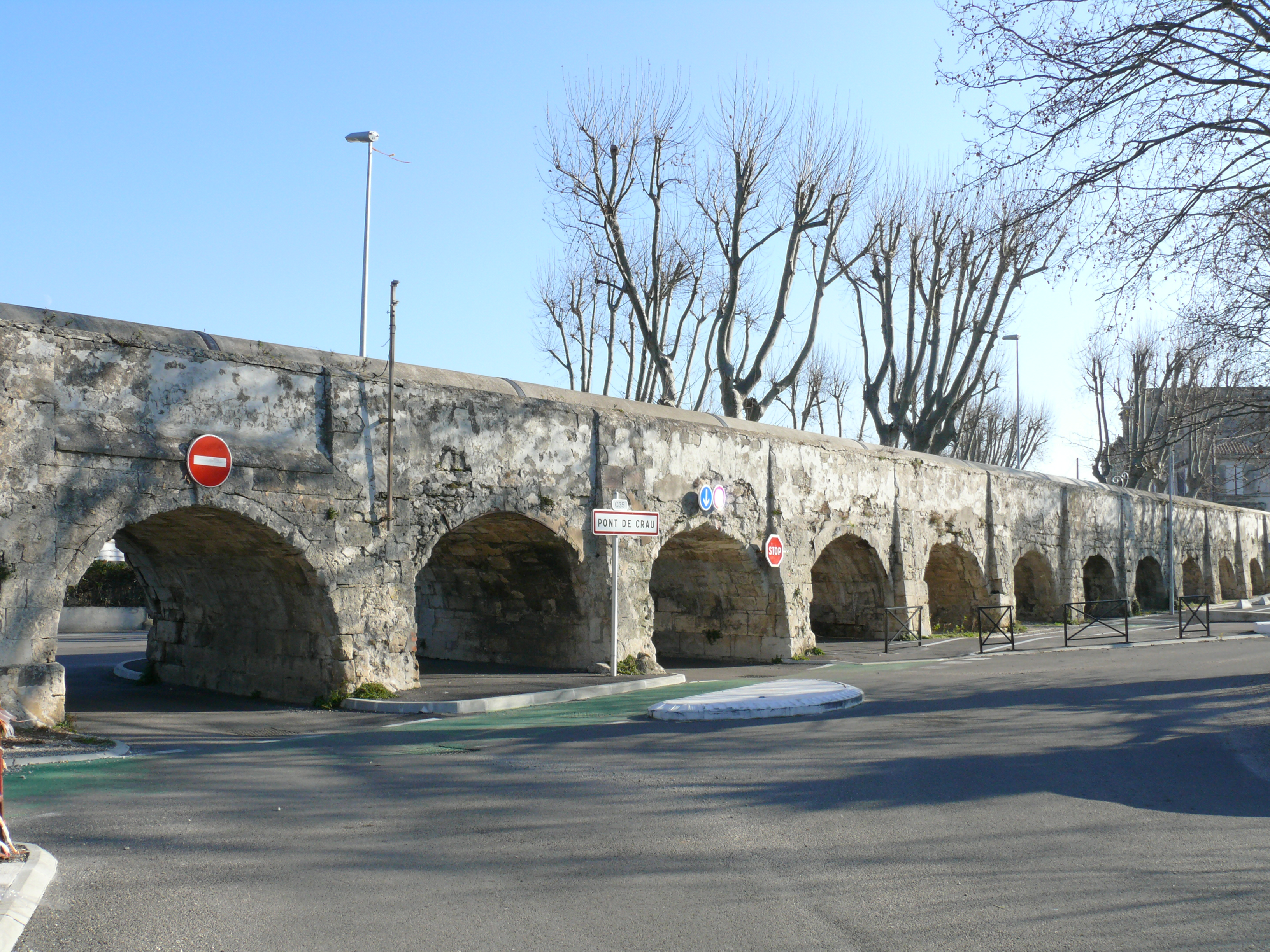
Akvadukt (1. stol.)
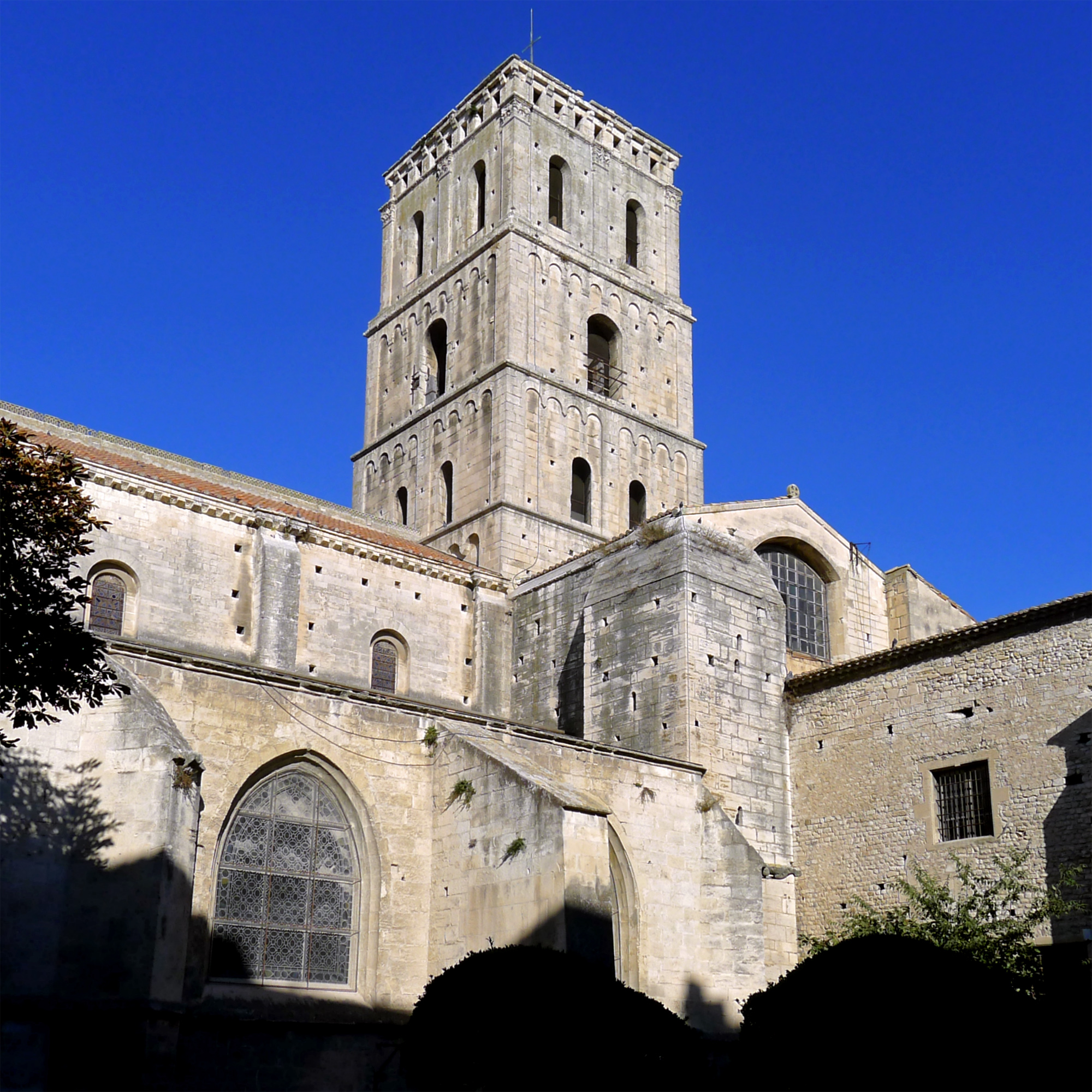
Katedrála sv. Trophima
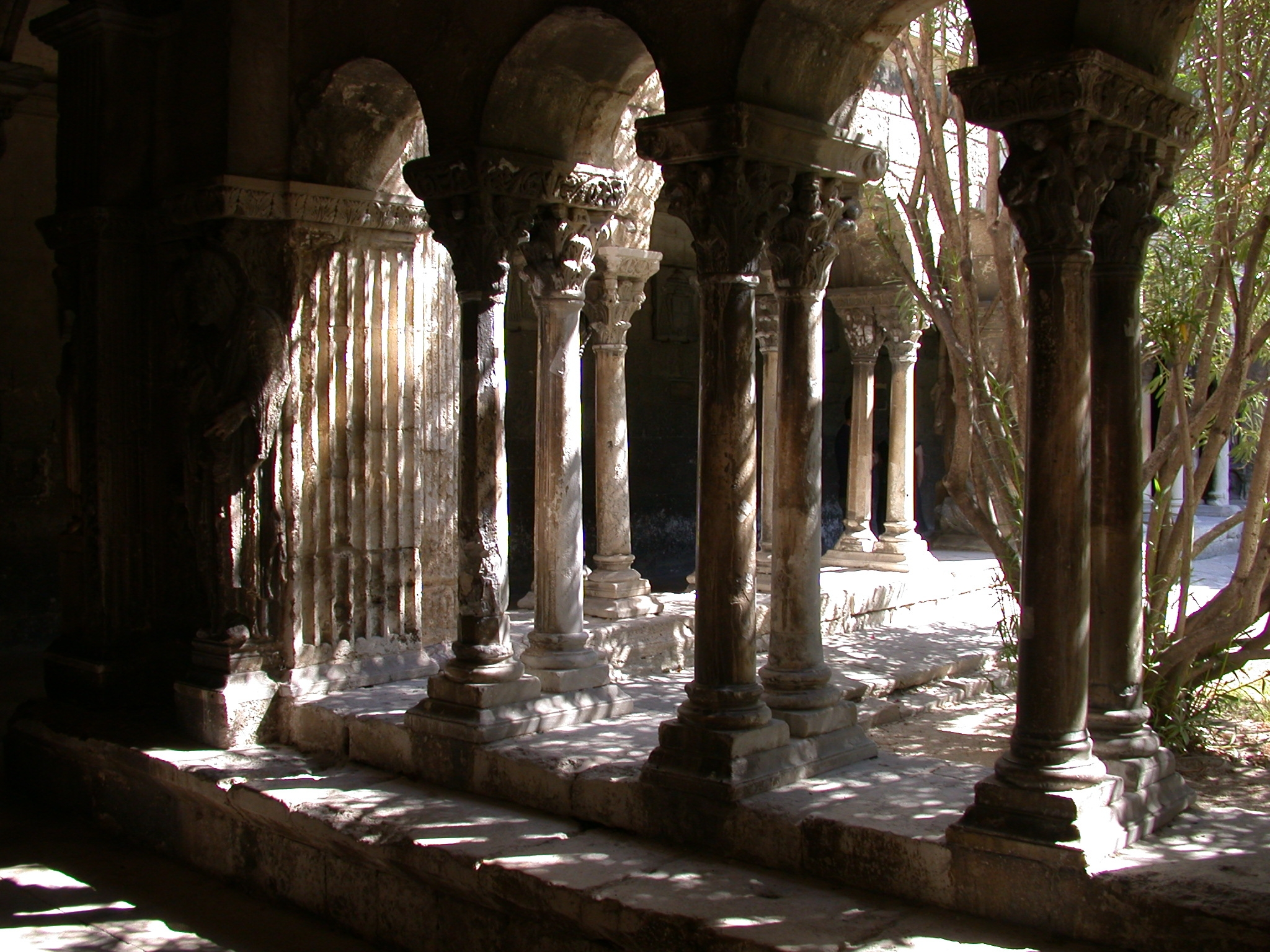
Katedrála sv. Trophima, křížová chodba
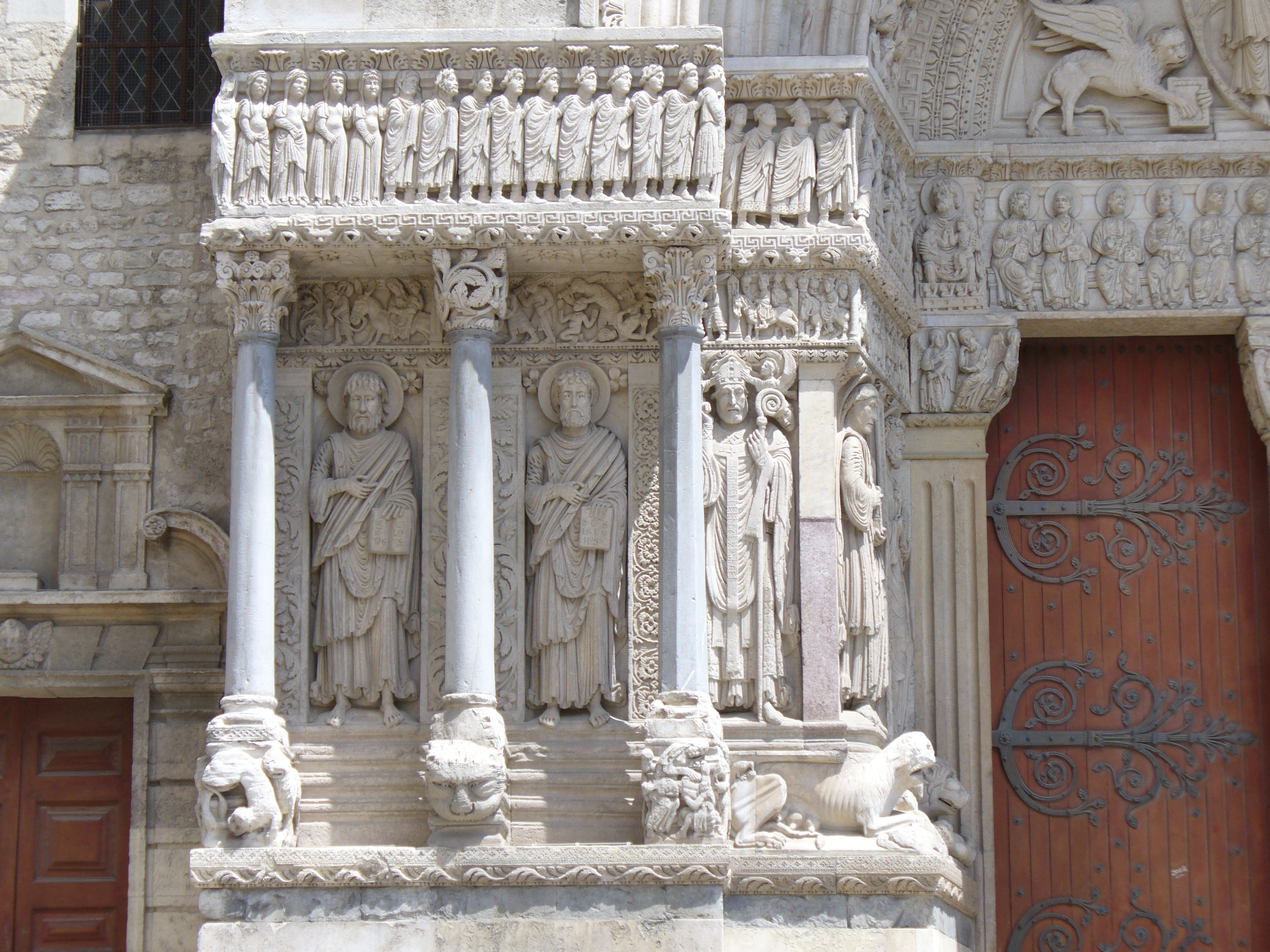
Katedrála sv. Trophima, portál
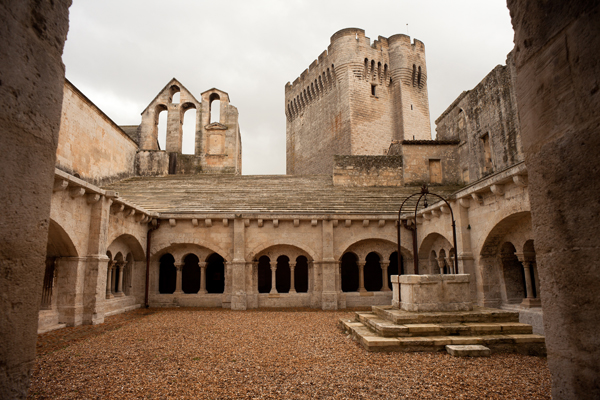
Klášter Montmajour

## Vývoj počtu obyvatel
| Rok            | 1962   | 1968   | 1975   | 1982   | 1990   | 1999   | 2004   | 2007   |
| -------------- | ------ | ------ | ------ | ------ | ------ | ------ | ------ | ------ |
| Počet obyvatel | 41 932 | 45 774 | 50 059 | 50 500 | 52 058 | 50 426 | 52 600 | 52 197 |

## Osobnosti

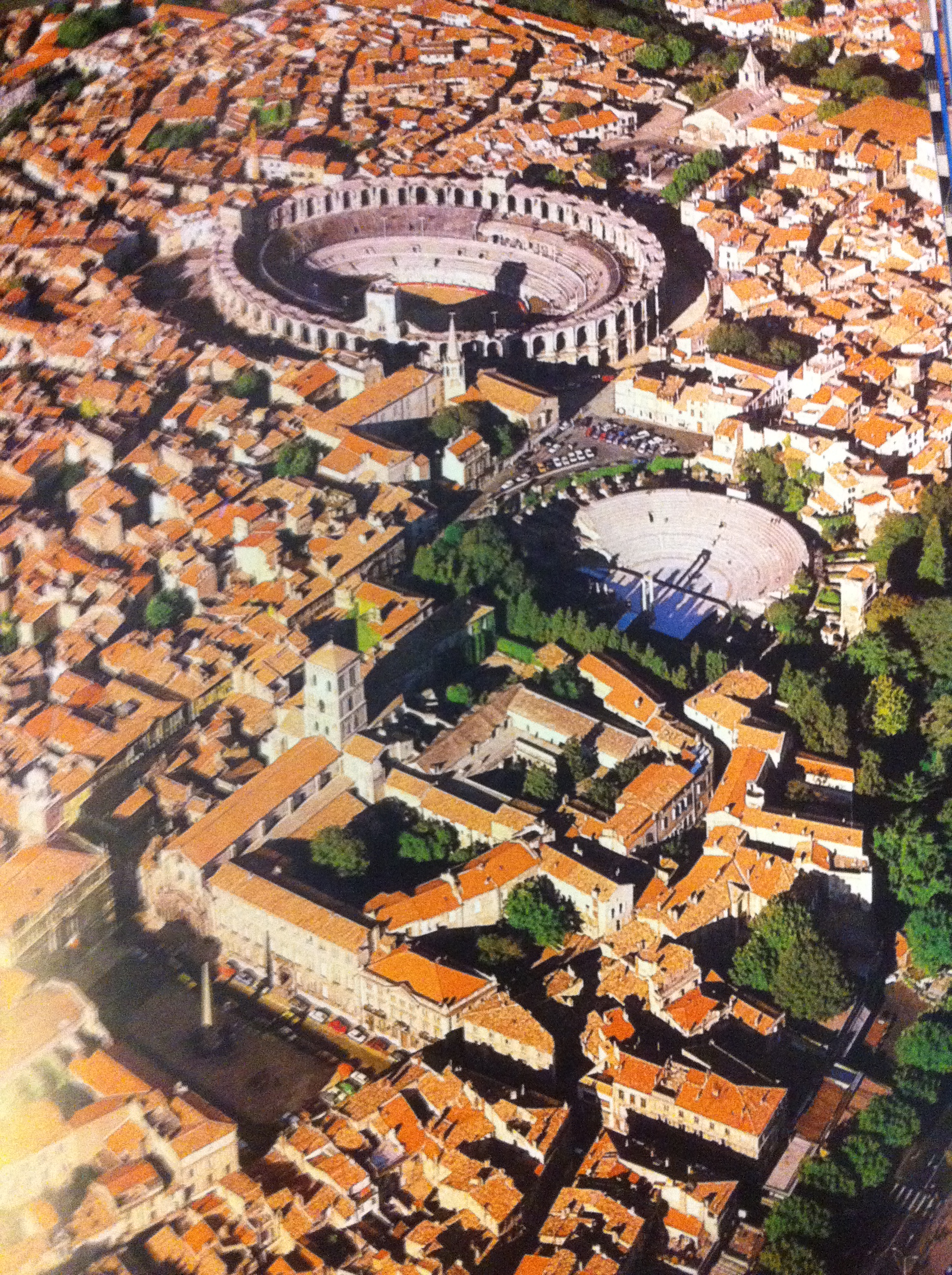
Letecký pohled: uprostřed amfiteátr, vpravo dole divadlo

- Favorinus z Arelaty (cca 80–150), římský rétor a polyhistor galského původu
- Maximianus (cca 250–310), římský císař
- Konstantin II. (316–340), římský císař
- Konstancie z Arles (cca 986–1032), francouzská královna, manželka Roberta II.
- Pierre Quiqueran de Beaujeu (1526–1550), spisovatel
- Trophime Bigot (1579–1650), malíř
- Jean-Antoine de Barras de la Penne (1650–1730), námořní důstojník a spisovatel
- Guillaume de Barrême de Châteaufort (1719–1775), malíř
- Antoine Raspal (1738–1811), malíř
- Jacques Réattu (1760–1833), malíř
- Vincent van Gogh (1853–1890), nizozemský malíř
- Jeanne Calmentová (1875–1997), s doloženými 122 lety nejstarší osoba na světě vůbec
- Guy Debord (1931–1994), marxistický básník a filosof
- Christian Lacroix (* 1951), módní návrhář
- Djibril Cissé (* 1981), fotbalista
- Mehdi Savalli (* 1985), matador

## Partnerská města
- Cubelles, Španělsko
- Fulda, Německo

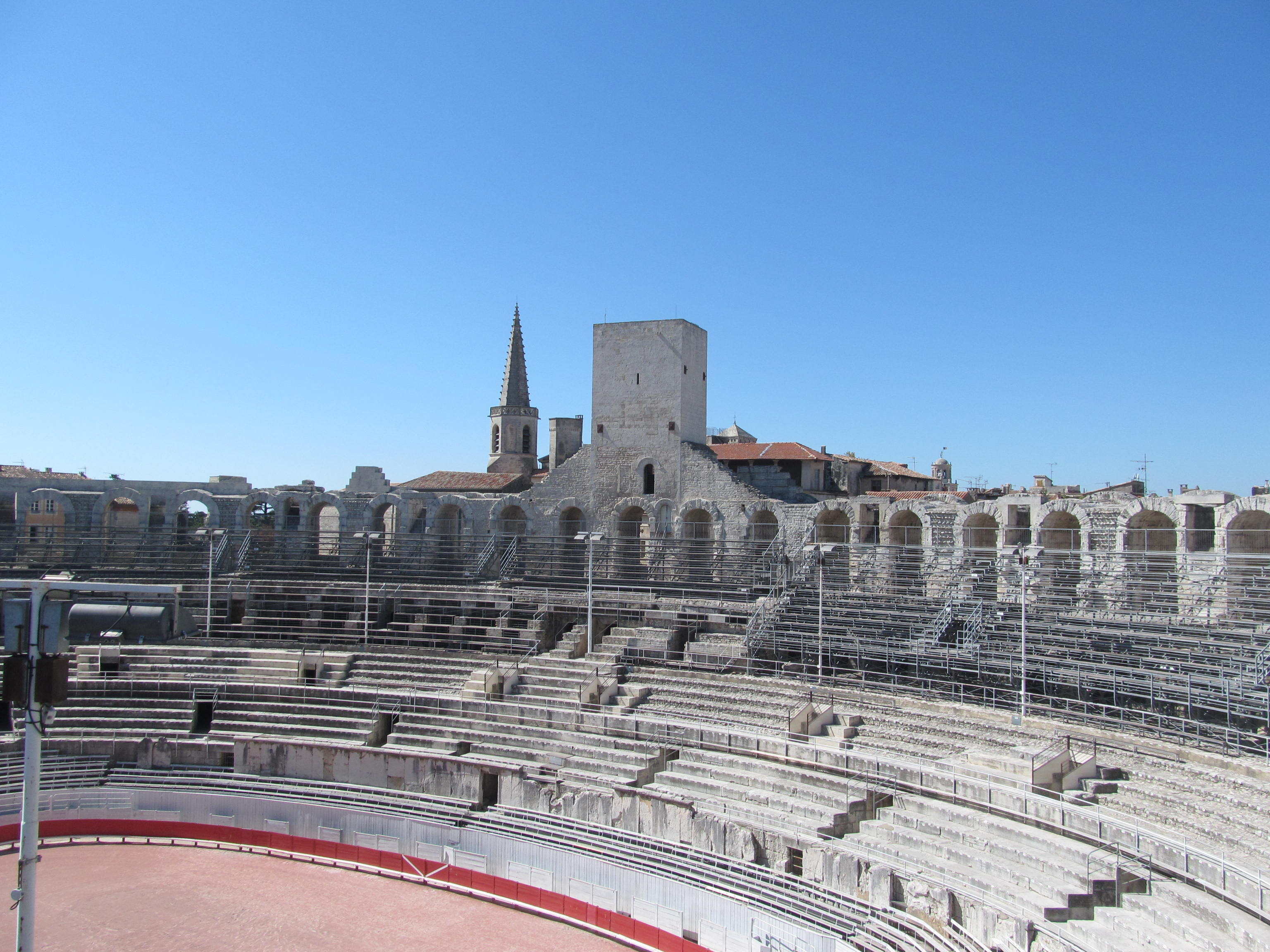
Vnitřek arény

- Jerez de la Frontera, Španělsko
- Kalymnos, Řecko
- Pskov, Rusko
- Sagné, Mauretánie
- Vercelli, Itálie
- Verviers, Belgie
- Wisbech, Velká Británie
- York, Pensylvánie, USA
- Zhouzhuang, Čína